# Obninsk
Obninsk (russisch О́бнинск) ist eine russische Stadt in der Oblast Kaluga mit 104.739 Einwohnern (Stand 14. Oktober 2010). Sie liegt 110 km südwestlich von Moskau und 68 km nordöstlich der Gebietshauptstadt Kaluga. Die nächstgelegene Stadt ist das 10 km entfernte Balabanowo.

## Geschichte
Bis ins 20. Jahrhundert existierte hier ein kleines Dorf, das sich um einen erstmals im 16. Jahrhundert erwähnten Gutshof entwickelte. Die Region war von Oktober bis Dezember 1941 von Wehrmacht-Soldaten besetzt. Nach dem Zweiten Weltkrieg wurde an der Stelle des Dorfes eine Planstadt errichtet. 1954 wurde dort das 2002 stillgelegte Kernkraftwerk Obninsk in Betrieb genommen. Es wurde als erstes kommerziell betriebenes Kernkraftwerk der Welt bezeichnet. 
Druckröhrenreaktoren eignen sich besonders gut zur Erzeugung von kernwaffentauglichem Plutonium.
Im Jahr 1956 erhielt Obninsk die Stadtrechte.

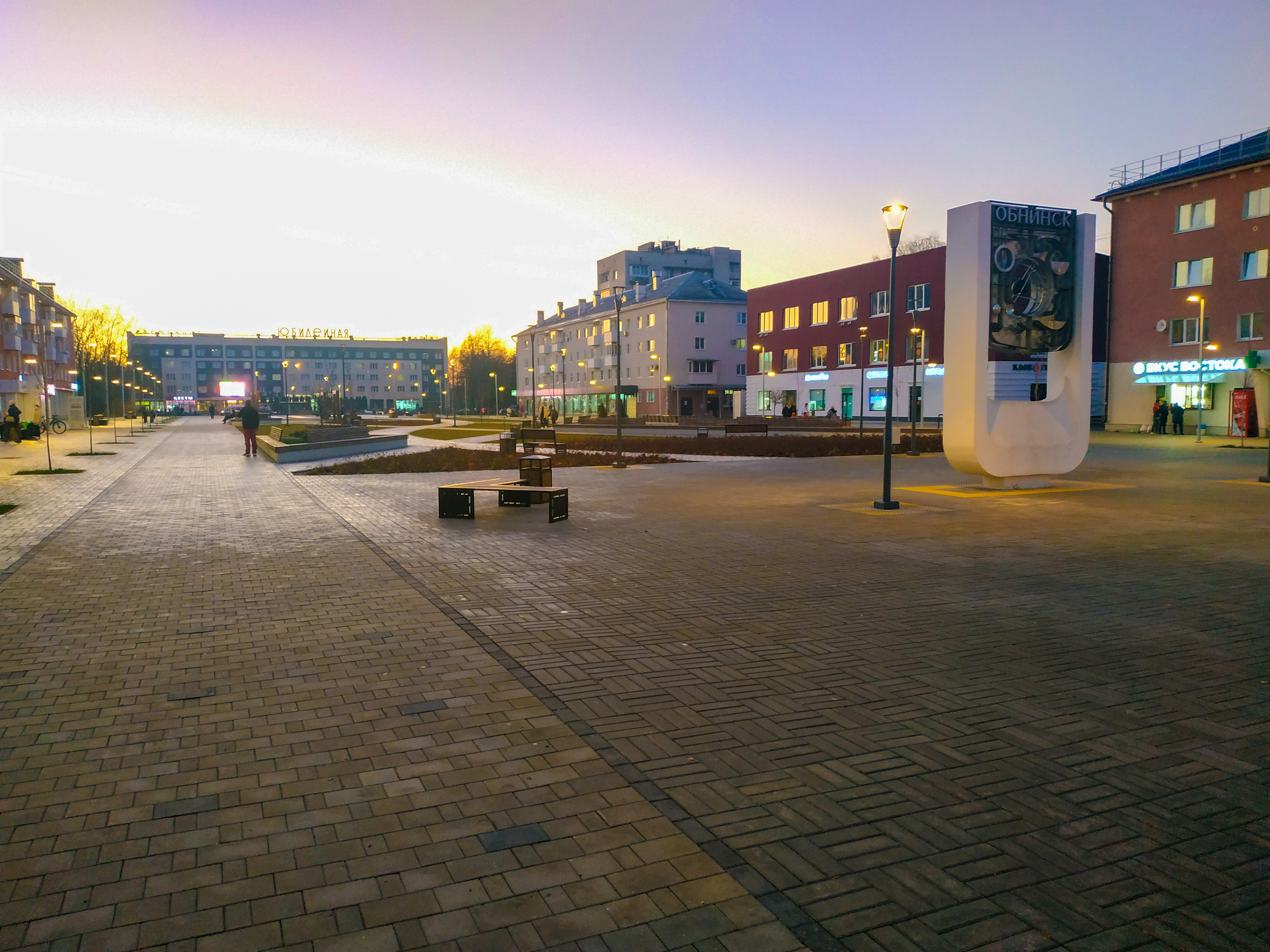
Im Zentrum von Obninsk
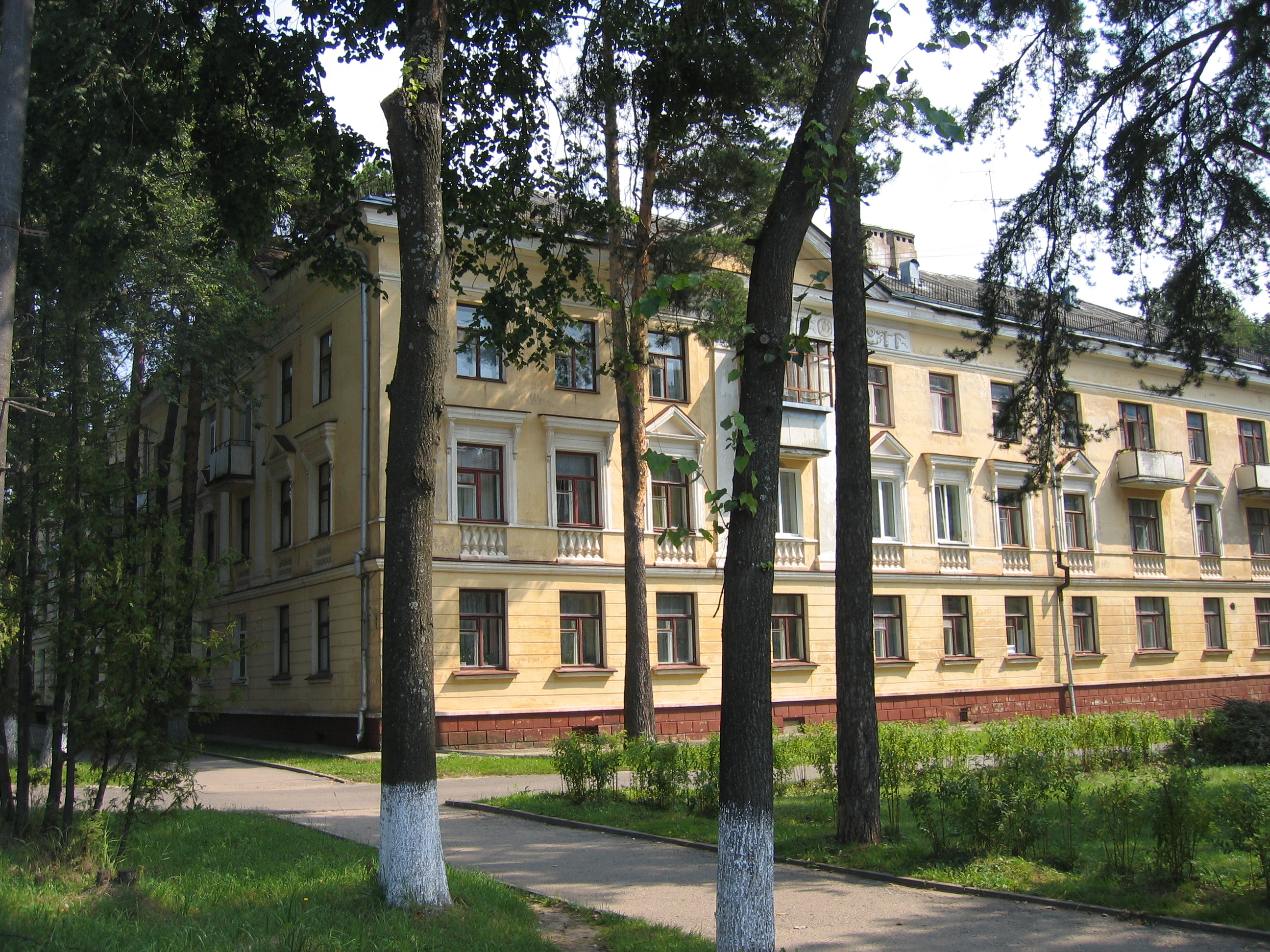
Wohnhaus aus den 1950ern am Lenin-Prospekt
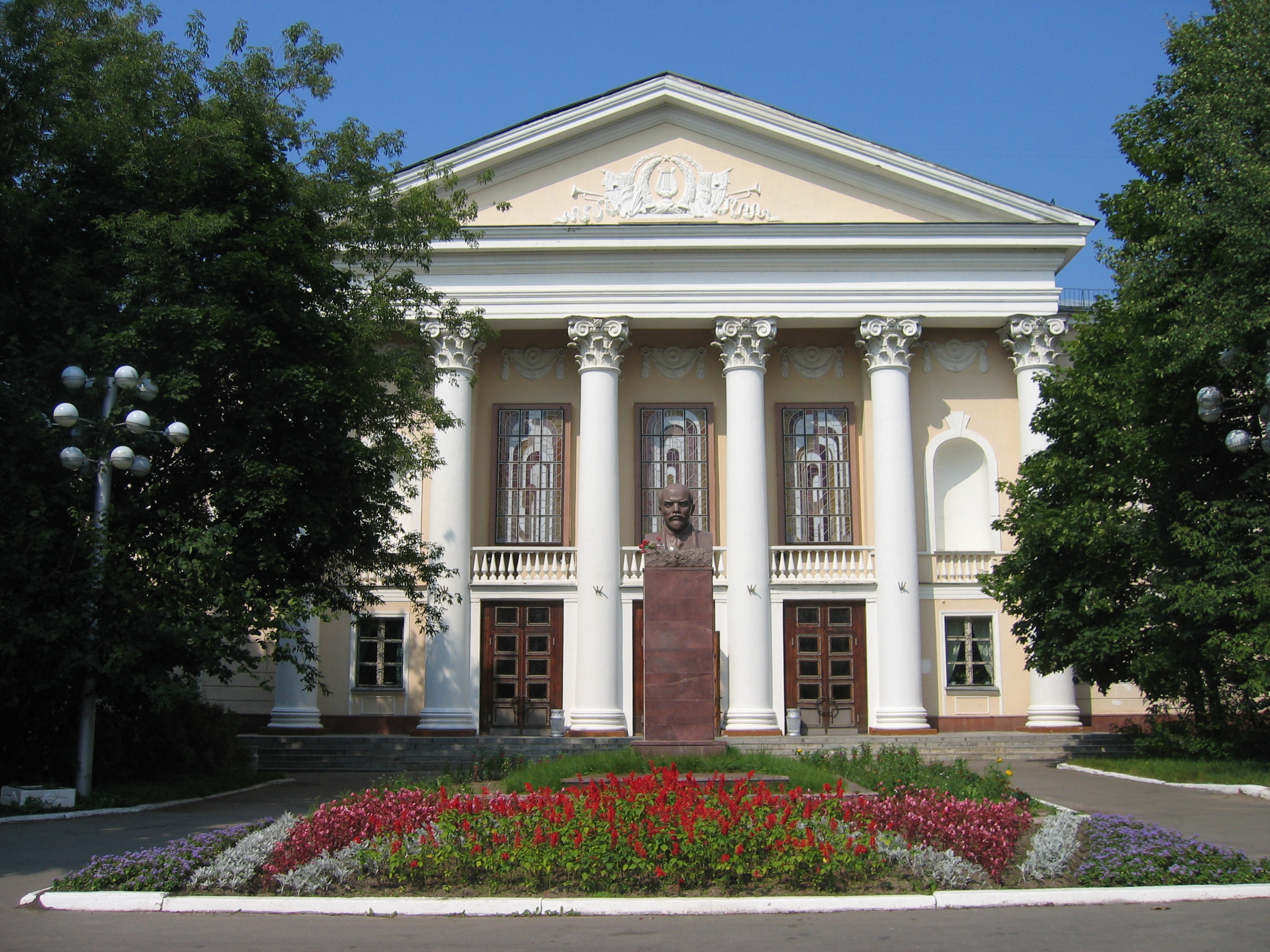
Kulturhaus mit Lenin-Statue
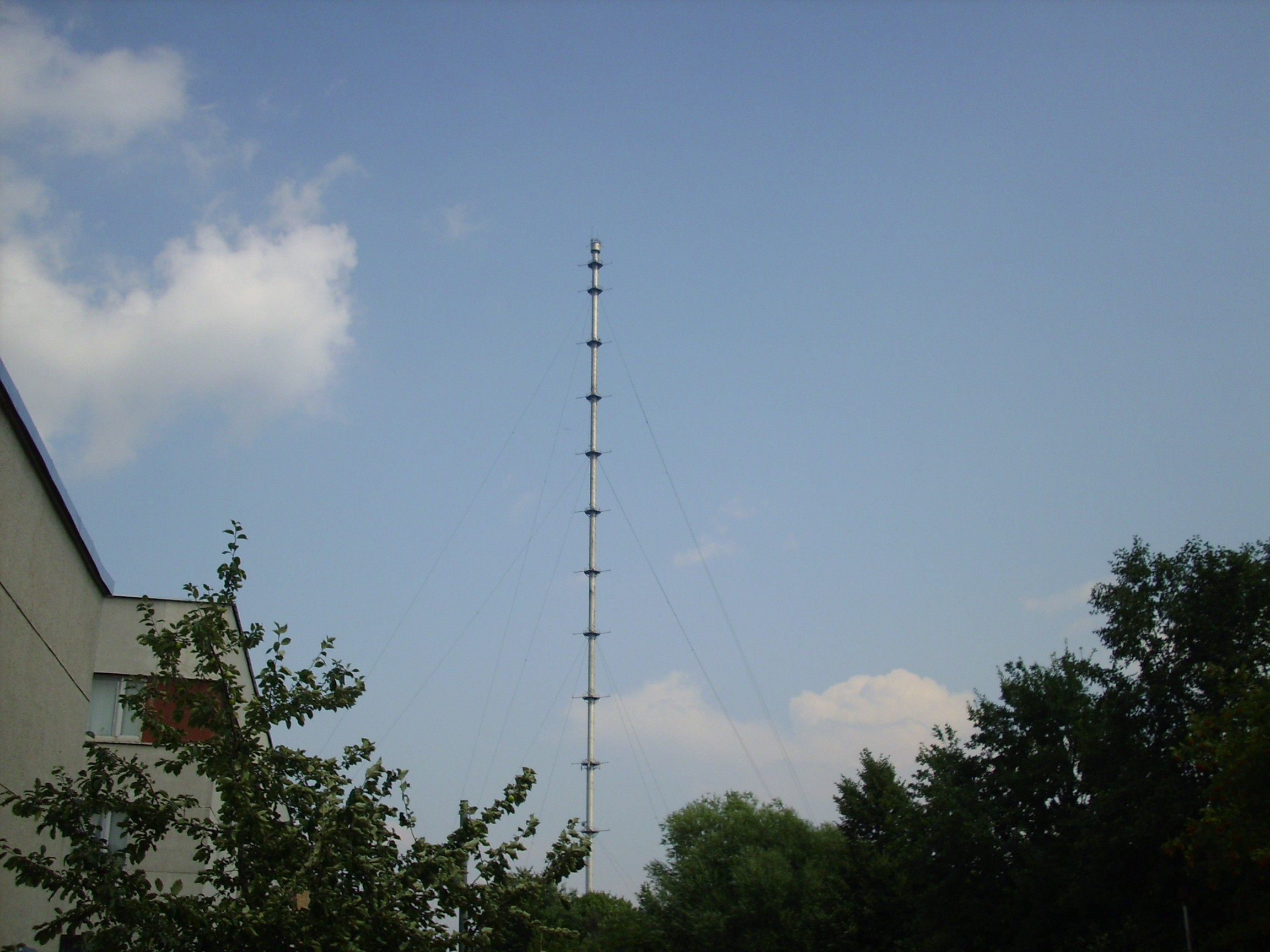
Forschungsturm

### Bevölkerungsentwicklung
| Jahr | Einwohner |
| ---- | --------- |
| 1959 | 16.334    |
| 1970 | 48.641    |
| 1979 | 73.402    |
| 1989 | 100.178   |
| 2002 | 105.706   |
| 2010 | 104.739   |

Anmerkung: Volkszählungsdaten

## Wirtschaft
Obninsk ist heute eine bedeutende Wissenschafts- und Forschungsstadt (Naukograd), mit zahlreichen Instituten und Forschungszentren in den Bereichen Weltraumtechnik mit Kontrollstationen für Satelliten, Atomenergie – darunter das Institut für Atomenergie Obninsk und das Forschungsinstitut IPPE – und Meteorologie sowie in anderen Wissenschaftsbereichen.
Die Stadt besitzt einen 315 Meter hohen Forschungsturm. Die Konstruktion ist bemerkenswert: Der Turm hat einen Durchmesser von nur 2 bis 3 m, deshalb wird er mit Stahlseilen abgesichert. Er wird ausschließlich zu Forschungszwecken genutzt und ist nicht für Touristen zugänglich.

## Verkehr
Obninsk liegt an der russischen Fernstraße M3 von Moskau nach Kiew sowie an der parallel verlaufenden Eisenbahnlinie.

## Städtepartnerschaften
- Oak Ridge, Vereinigte Staaten, seit 1992
- Mianyang, Volksrepublik China, seit 2000
- Visaginas, Litauen, seit 2003
- Tiraspol, Transnistrien, seit 2006

## Söhne und Töchter der Stadt
- Peter Turchin (* 1957), Biologe und Sozialwissenschaftler
- Michail Schtscherbakow (* 1963), Liedermacher
- Alexander Gordon (* 1964), TV-Moderator, Filmregisseur
- Lew Beresner (* 1970), Fußballspieler
- Artjom Chadschibekow (* 1970), Sportschütze
- Lina Krasnoruzkaja (* 1984), Tennisspielerin
- Nikolai Skworzow (* 1984), Schwimmer
- Alexei Jegorow (* 1991), Boxer im Schwergewicht
- Sofja Lebedewa (* 1993), Schauspielerin
- Artjom Jarsutkin (* 1996), Beachvolleyballspieler
- Swetlana Cholomina (* 1997), Beachvolleyballspielerin
- Marija Woronina (* 2000), Beachvolleyballspielerin